# Ekstraliga czeska w rugby (2021)
Ekstraliga czeska w rugby (2021) – dwudziesta ósma edycja najwyższej klasy rozgrywkowej w rugby union w Czechach. Zawody odbywały się w dniach 28 sierpnia – 28 października 2021 roku. Tytułu mistrzowskiego zdobytego przed dwoma laty broniła drużyna RC Sparta Praga.
O tytule mistrzowskim decydował mecz ostatniej kolejki, w którym zmierzyły się przodujące po sześciu kolejkach zespoły, a w nim wyraźnie lepsi od gości z Vyškova okazali się zawodnicy RC Mountfield Říčany.

## System rozgrywek
Do mistrzostw przystąpiło osiem zespołów, rozgrywki ligowe prowadzone były w ramach jednej grupy systemem kołowym – w przeciwieństwie do poprzednich sezonów bez następującej po niej fazy pucharowej, z uwagi na późne rozpoczęcie rozgrywek przez pandemię COVID-19 oraz wypełniony kalendarz rozrywek reprezentacyjnych. Zwycięzca meczu zyskiwał cztery punkty, za remis przysługiwały dwa punkty, porażka nie była punktowana, a zdobycie przynajmniej czterech przyłożeń lub przegrana nie więcej niż siedmioma punktami premiowana była natomiast punktem bonusowym. W tym sezonie nie przewidziano awansów i spadków. Ogłoszenie terminarza nastąpiło na początku sierpnia 2021 roku.

## Drużyny
| Klub             | Miasto           |
| ---------------- | ---------------- |
| RC Dragon Brno   | Brno             |
| RC Praga         | Praga            |
| Slavia Praga     | Praga            |
| Sparta Praga     | Praga            |
| RC Tatra Smíchov | Smíchov, Praga 5 |
| RC Přelouč       | Přelouč          |
| RC Říčany        | Říčany           |
| RC Vyškov        | Vyškov           |

## Faza grupowa
| Nr           | Data         | Mecz                                   | Wynik        |             | Nr          | Data                                    | Mecz        | Wynik |
| I. kolejka   | I. kolejka   | I. kolejka                             | I. kolejka   | II. kolejka | II. kolejka | II. kolejka                             | II. kolejka |       |
| ------------ | ------------ | -------------------------------------- | ------------ | ----------- | ----------- | --------------------------------------- | ----------- | ----- |
| 1            | 28.08.2021   | RC Přelouč – RC Sparta Praha           | 8:35         | 5           | 11.09.2021  | JIMI RC Vyškov – RC Přelouč             | 72:21       |       |
| 2            | 28.08.2021   | RC Slavia Praha – RC Tatra Smíchov     | 18:25        | 6           | 11.09.2021  | RC Praga Praha – RC Dragon Brno         | 49:5        |       |
| 3            | 28.08.2021   | RC Dragon Brno – RC Mountfield Říčany  | 11:31        | 7           | 11.09.2021  | RC Mountfield Říčany – RC Slavia Praha  | 85:0        |       |
| 4            | 28.08.2021   | JIMI RC Vyškov – RC Praga Praha        | 49:24        | 8           | 11.09.2021  | RC Tatra Smíchov – RC Sparta Praha      | 39:22       |       |
| III. kolejka | III. kolejka | III. kolejka                           | III. kolejka | IV. kolejka | IV. kolejka | IV. kolejka                             | IV. kolejka |       |
| 9            | 18.09.2021   | RC Přelouč – RC Tatra Smíchov          | 6:61         | 13          | 09.10.2021  | RC Dragon Brno – RC Přelouč             | 52:17       |       |
| 10           | 18.09.2021   | RC Sparta Praha – RC Mountfield Říčany | 20:23        | 14          | 09.10.2021  | JIMI RC Vyškov – RC Slavia Praha        | 34:15       |       |
| 11           | 18.09.2021   | RC Slavia Praha – RC Praga Praha       | 5:55         | 15          | 09.10.2021  | RC Praga Praha – RC Sparta Praha        | 22:39       |       |
| 12           | 18.09.2021   | RC Dragon Brno – JIMI RC Vyškov        | 14:22        | 16          | 09.10.2021  | RC Mountfield Říčany – RC Tatra Smíchov | 32:31       |       |
| V. kolejka   | V. kolejka   | V. kolejka                             | V. kolejka   | VI. kolejka | VI. kolejka | VI. kolejka                             | VI. kolejka |       |
| 17           | 16.10.2021   | RC Přelouč – RC Mountfield Říčany      | 0:41         | 21          | 23.10.2021  | RC Slavia Praha – RC Přelouč            | 44:27       |       |
| 18           | 16.10.2021   | RC Tatra Smíchov – RC Praga Praha      | 19:14        | 22          | 23.10.2021  | RC Dragon Brno – RC Sparta Praha        | 16:34       |       |
| 19           | 16.10.2021   | RC Sparta Praha – JIMI RC Vyškov       | 20:19        | 23          | 23.10.2021  | JIMI RC Vyškov – RC Tatra Smíchov       | 29:10       |       |
| 20           | 16.10.2021   | RC Slavia Praha – RC Dragon Brno       | 19:17        | 24          | 23.10.2021  | RC Praga Praha – RC Mountfield Říčany   | 26:38       |       |
| VII. kolejka |              |                                        |              |             |             |                                         |             |       |
| 25           | 28.10.2021   | RC Přelouč – RC Praga Praha            | 20:52        |             |             |                                         |             |       |
| 26           | 28.10.2021   | RC Mountfield Říčany – JIMI RC Vyškov  | 26:12        |             |             |                                         |             |       |
| 27           | 28.10.2021   | RC Tatra Smíchov – RC Dragon Brno      | 36:10        |             |             |                                         |             |       |
| 28           | 28.10.2021   | RC Sparta Praha – RC Slavia Praha      | 57:10        |             |             |                                         |             |       |